# おはようラジオセンター
『おはようラジオセンター』は、NHKラジオ第1放送で1984年4月2日から1989年4月2日まで(第1期)、1994年4月4日から1997年3月31日(第2期)まで放送されたラジオ番組である。

## 概要
- 1983年11月21日から27日まで「ラジオ週間」の一環でパイロット版が放送[4]。
- 当番組より「新春おはようラジオ」と題し、年末年始の放送も開始した[5]。以後同様の編成は2023年の年始まで継続した。
- 第1期の終了後、「きょうも元気で」→「けさもラジオで」が放送されていた。

## 放送時間
- 第1期
  - 月曜日〜土曜日 5:00 - 9:00
  - 日曜日 5:00 - 8:00
- 第2期
  - 月曜日〜土曜日 5:00 - 8:55
  - 日曜日 5:00 - 7:55

## 出演者

### 平日
- 第1期
  - 松川洋右
- 第2期
  - 星静夫
  - 鎌倉みどり

### 土曜日・日曜日
- 第2期
  - 佐藤隆輔